# Котляров, Павел Сергеевич
Павел Сергеевич Котляров (бел. Павел Сяргеевіч Катляроў; род. 31 октября 2004, Мозырь, Гомельская область) — белорусский футболист, полузащитник мозырской «Славии».

## Карьера
Воспитанник футбольной академии мозырской «Славии». В 2020 году футболист стал выступать за дублирующий состав мозырского клуба. В начале 2023 года футболист стал готовиться к сезону с основной командой. Дебютировал за клуб футболист 17 марта 2023 года в матче против «Минска», выйдя на замену на 74 минуте. На протяжении сезона футболист преимущественно выступал за дублирующий состав мозырского клуба, продолжая также попадать в заявку основной команды. В своём дебютном сезоне футболист провёл 5 матчей за клуб, результативными действиями не отличившись. По итогу сезона футболист вместе с клубом завершил чемпионат на итоговом седьмом месте.
Новый сезон за клуб футболист начал 15 марта 2024 года в матче против могилёвского «Днепра», выйдя на замену на 77 минуте.

## Международная карьера
В марте 2024 года футболист получил вызов в молодёжную сборную Беларуси. Дебютировал за сборную футболист 22 марта 2024 года в матче против сборной Греции.

## Семья
Старший брат Александр Котляров профессиональный футболист.